# If I Can't Have Love, I Want Power
If I Can't Have Love, I Want Power é o quarto álbum de estúdio da cantora estadunidense Halsey, lançado em 27 de agosto de 2021 através da Capitol Records. Foi escrito por Halsey, Johnathan Cunningham, Greg Kurstin e seus produtores Trent Reznor e Atticus Ross. Halsey descreveu o projeto como "um álbum conceptual sobre as alegrias e horrores da gravidez e do parto".
A capa de If I Can't Have Love, I Want Power foi inspirada nas representações artísticas de Maria, mãe de Jesus. Um filme teatral intitulado dirigido pelo cineasta norte-americano Colin Tilley, foi exibido em cinemas IMAX seleccionados em todo o mundo nos dias 25 e 26 de agosto de 2021, conduzindo ao lançamento do álbum. If I Can't Have Love, I Want Power é um álbum rock alternativo, pop grunge, e pop punk com forte influência industrial, conduzido por tambores barulhentos, guitarras e texturas cinematográficas. A suas letras centram em temas femininistas, tais como abordar o patriarcado e a misoginia institucional. O álbum foi aclamado pela crítica, com ênfase no seu ambicioso conceito e produção teatral.
Os críticos de música avaliaram o álbum positivamente, a maioria dos quais elogiou seu conceito ambicioso e produção teatral. Dois singles foram lançados para promover o álbum: "i am not a woman, i'm a god" para as rádios contemporâneas dos Estados Unidos em 31 de agosto de 2021, seguido de "You asked for this" para as rádios alternativas dos EUA em 7 de setembro. 2021. Comercialmente, If I Can't Have Love, I Want Power alcançou o top 10 na Austrália, Áustria, Bélgica, Canadá, Holanda, Alemanha, Irlanda, Nova Zelândia, Noruega, Escócia, Suíça e Reino Unido. Marcando o quarto recorde consecutivo de Halsey para figurar entre os dois primeiros da Billboard 200 dos EUA, o álbum também liderou o Top vendas de álbuns e gráficos alternativos de álbuns. O álbum foi nomeado para Melhor Álbum de Música Alternativa no Grammy Award.

## Antecedentes e gravação
A cantora e compositora estadunidense Halsey lançou o seu terceiro álbum de estúdio, Manic, em 17 de janeiro de 2020, que incluí o single de sucesso, "Without Me" (2018), a segunda canção número um da carreira de Halsey na Billboard Hot 100. Ela contribuiu para a trilha sonora de Birds of Prey, intitulada "Experiment on Me", que é uma faixa nu-metal produzida por Oliver Sykes e Jordan Fish da banda de rock britânica Bring Me the Horizon. Ela lançou canções em colaboração com outros artistas em 2020, tais como "The Other Girl" com Kelsea Ballerini, "Life's a Mess" com Juice Wrld e "Forget Me Too" com Machine Gun Kelly. Halsey embarcaria na sua terceira turnê de concertos, intitulada Manic World Tour, em 2020, mas depois de adiar e reagendar muitas datas devido às consequências da pandemia de COVID-19, foi anunciado em 23 de janeiro de 2021 que a turnê foi cancelada. Ela também anunciou a sua primeira gravidez, com o roteirista norte-americano Alev Aydin, depois de ter sofrido muitos abortos devido à endometriose e de ter sido submetida a uma cirurgia em 2017.
Em 28 de junho de 2021, inúmeros cartaz aparecerem nas principais cidades dos Estados Unidos, anunciando seu quarto álbum de estúdio If I Can't Have Love, I Want Power. Ela mesma confirmou através de suas contas nas redes sociais no mesmo dia. Junto com o anúncio, ela também deu uma prévia de uma das faixas do álbum. Além disso, também foi revelado que o álbum foi produzido pelo músico norte-americano Trent Reznor e pelo músico britânico Atticus Ross da banda de rock industrial norte-americana Nine Inch Nails. Em um pequeno vídeo, Halsey insinuou o som punk rock do álbum. Em 7 de julho de 2021, Halsey revelou a capa e anunciou que If I Can't Have Love, I Want Power seria lançado em 27 de agosto de 2021. Halsey deu à luz o seu filho, Ender Ridley Aydin, em 14 de julho de 2021.
O álbum foi um projeto de longa distância, com Reznor e Ross gravando em Los Angeles enquanto Halsey cantava todas as suas canções num estúdio nas Ilhas Turcas e Caicos. Outras contribuições remotas incluem a bateria do músico americano Dave Grohl em "Honey" e a guitarra do músico americano Lindsey Buckingham em "Darling". Falando com Zane Lowe no Apple Music 1, Halsey afirmou que queria trabalhar com o Nine Inch Nails há anos, porque ela "queria uma espécie de filme realmente cinematográfico, não de terror especificamente, mas uma produção realmente perturbadora" em um de seus projetos. Em uma entrevista com Lizzy Goodman no Capitol Studios, Halsey afirmou que ela começou a trabalhar no álbum em junho de 2020, e que "Lilith" foi a primeira canção escrita para o álbum.

## Conceito
Este álbum é um álbum conceptual sobre as alegrias e horrores da gravidez e do parto. Era muito importante para mim que a capa transmitisse o sentimento da minha jornada nos últimos meses. A dicotomia da Madona e da Prostituta. A ideia de que eu como um ser sexual e meu corpo como um recipiente e um presente para meu filho são dois conceitos que podem coexistir de forma pacífica e poderosa. Meu corpo pertenceu ao mundo de muitas maneiras diferentes nos últimos anos, e esta imagem é meu meio de recuperar minha autonomia e estabelecer meu orgulho e força como uma força vital para meu ser humano.— Halsey introduzindo If I Can't Have Love, I Want Power, Instagram
Halsey afirmou que If I Can't Have Love, I Want Power é um álbum conceptual focado nos aspectos positivos e negativos da gravidez e do parto. O álbum foi originalmente construído em torno de "mortalidade e amor eterno e nosso lugar/permanência", mas o impacto emocional de sua gravidez "introduziu novos temas de controle e horror corporal e autonomia e vaidade." Halsey também enfatizou que "é muito legal" ter um álbum sem participações novamente, após seu primeiro álbum de estúdio, Badlands (2015). Ela disse que If I Can't Have Love, I Want Power "tinha que ser inteiramente em [sua] voz".

### Capa

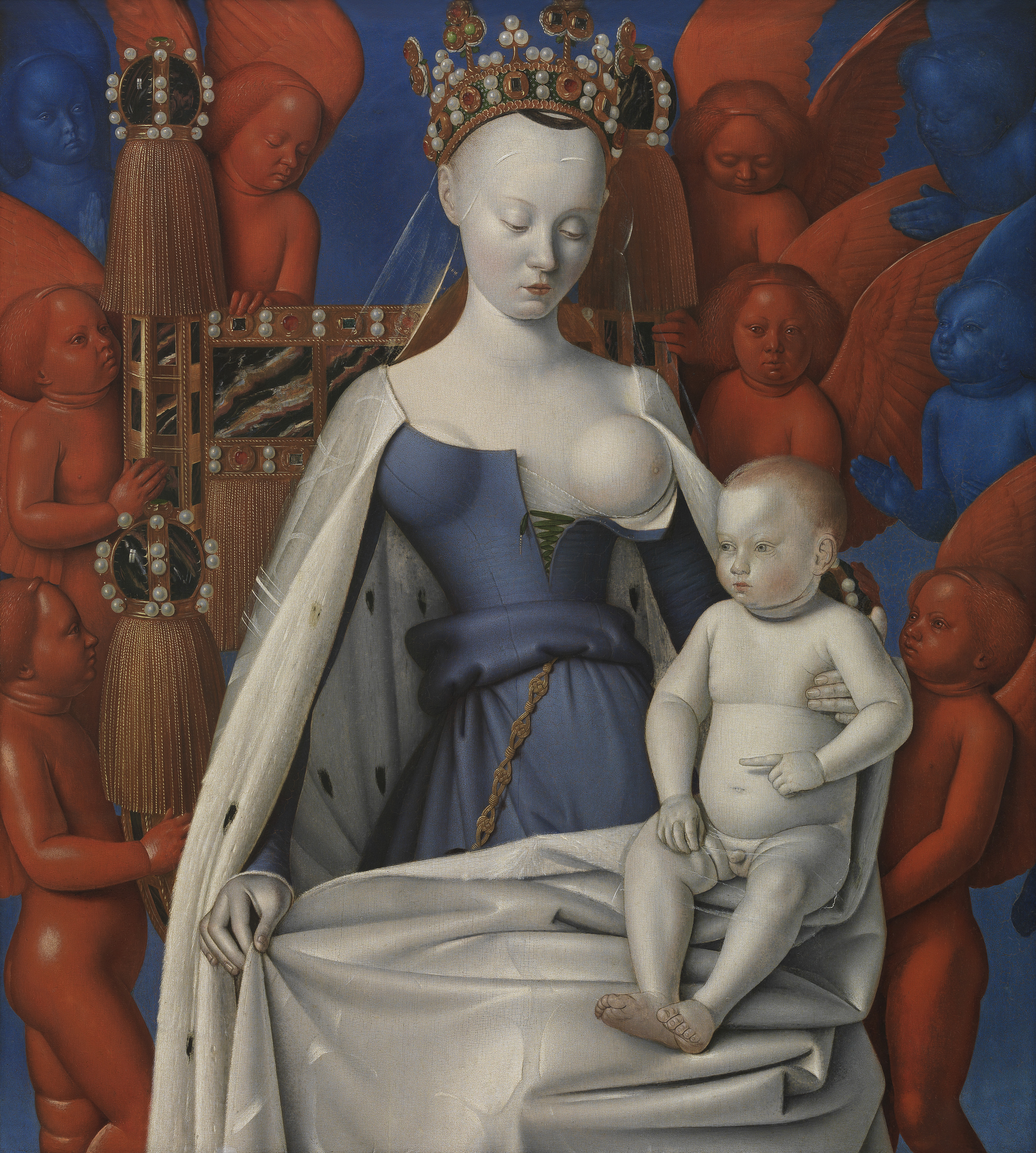
A arte da capa do álbum é inspirada em Madona (foto), uma categoria de ícones e retratos que representam Maria, a mãe de Jesus.

A capa de If I Can't Have Love, I Want Power foi revelada através de um vídeo gravado no Metropolitan Museum of Art em Nova Iorque, no qual Halsey caminhou pelas exposições antes de finalmente retirar um pano para revelar a pintura em tamanho real da obra. A capa foi fotografada por Lucas Garrido. Retrata uma representação artística inspirada em Madona, uma representação cristã de Maria. Halsey é vista sentada em um trono dourado, segurando uma criança, com o seio esquerdo exposto. Ela afirmou que a obra retrata "o sentimento de sua jornada nos últimos meses", e tem como objetivo erradicar o estigma social em torno de "corpos e amamentação".
A capa foi especificamente inspirada na Virgem com o Menino e anjos da pintura a óleo renascentista de dois painéis de Jean Fouquet chamada Díptico de Melun, e tornou-se um assunto de atenção e discussão generalizada na internet. O The Mercury News associou a capa com o movimento liberdade da parte de cima no Instagram "#FreeTheNipple", e notou semelhanças visuais com Cersei Lannister, personagem de Game of Thrones. No entanto, The Spectator criticou pela apropriação da arte católica, expressando perplexidade com "a complacência dos católicos de hoje quando se trata do mau uso de sua iconografia". Uma versão censurada da capa do álbum, onde o mamilo esquerdo exposto é coberto pela mão do bebê, também está disponível para plataformas de streaming de música. A versão censurada da capa também foi usada em prensas de CD e vinil disponíveis nas lojas Target e Walmart.

## Lançamento e promoção
O álbum foi lançado em 27 de agosto de 2021 através da Capitol Records. Seus CDs, discos de vinil e box sets, estavam disponíveis para pré-venda em 7 de julho de 2021, na loja virtual de Halsey. O vinil vermelho da edição limitada, com uma capa alternativa, foram vendidos exclusivamente na Urban Outfitters. Halsey estampou a capa de agosto de 2021 da revista americana de mulheres Allure, para a qual foi entrevistada sobre sua identidade social, relacionamentos, gravidez e família. Em 23 de julho de 2021, foi lançado um jogo online chamado "LXXXXP", uma plataforma no estilo escolha sua própria aventura que incentiva os usuários a "escolherem seu caminho e descobrirem seu destino". O resultado "Você se afogou em um lago congelado" resulta em um trecho de uma canção do álbum, que acaba sendo um instrumental de "The Lighthouse", faixa 12. Em 10 de agosto de 2021, os títulos das canções do álbum foram revelados por meio da Amazon Alexa, que recitou a lista de faixas ao perguntar "Alexa, me diga sobre o novo álbum de Halsey." No dia seguinte, a própria Halsey divulgou a lista de faixas em suas redes sociais. Nenhum single foi lançado do álbum antes de seu lançamento.

### Singles
"i am not a woman, i'm a god" foi enviada para rádios mainstream dos Estados Unidos em 31 de agosto de 2021, como o primeiro single de If I Can't Have Love, I Want Power. O segundo single, "You asked for this", foi enviado para rádios alternativo dos Estados Unidos em 7 de setembro de 2021.

### Filme

Pôster oficial do filme If I Can't Have Love, I Want Power

Em 13 de julho de 2021, Halsey postou um trailer em suas redes sociais para um filme de uma hora de duração, intitulado If I Can't Have Love, I Want Power, que procedeu o álbum. O filme que o acompanha foi dirigido pelo cineasta norte-americano Colin Tilley, que anteriormente dirigiu os vídeos musicais de Halsey para "Without Me" e "You Should Be Sad" (2020). Está classificado como restrito.
O filme conta com música do álbum. A Rolling Stone informou que o filme incorpora fantasia, atraindo influências visuais da série de televisão norte-americana Game of Thrones e do filme Marie Antoinette de 2006, ao lado de temas de maternidade e misticismo em seu enredo. Halsey foi estilizada pelo estilista norte-americano Law Roach no filme; A própria linha de beleza de Halsey, About-Face, foi usada para sua maquiagem. A abertura do trailer afirma: "este filme é sobre o labirinto social ao longo da vida da sexualidade e nascimento" e "as maiores histórias de terror nunca contadas foram enterradas com os corpos daqueles que morreram naquele labirinto". O filme foi exibido exclusivamente por uma noite, em cinemas IMAX selecionados. Em 29 de julho de 2021, um segundo trailer, intitulado "woman/god trailer", com a letra "Eu não sou uma mulher, eu sou um deus/ Eu não sou um mártir, eu sou um problema/ Eu não sou uma lenda, eu sou uma fraude" da décima primeira faixa do álbum "I Am Not a Woman, I'm a God", foi lançado em 29 de julho de 2021. Ela divulgou a lista de cidades dos EUA que o filme foi exibido em 25 de agosto de 2021, e as cidades internacionais em 26 de agosto, antes do lançamento do álbum em 27 de agosto. Os ingressos foram colocados à venda em 3 de agosto de 2021.

## Lista de faixas
Todas as faixas escritas e compostas por Ashley Frangipane, Trent Reznor, Atticus Ross, e Johnathan Cunningham, exceto onde notado. Todas as faixas são produzidas por Reznor e Ross. 
| If I Can't Have Love, I Want Power – Edição padrão |                                                                          |         |  |
| N.º                                                | Título                                                                   | Duração |  |
| 1.                                                 | "The Tradition" (escrita por Frangipane, Reznor, Ross e Greg Kurstin)    | 3:46    |  |
| 2.                                                 | "Bells in Santa Fe"                                                      | 3:37    |  |
| 3.                                                 | "Easier than Lying"                                                      | 3:26    |  |
| 4.                                                 | "Lilith"                                                                 | 2:47    |  |
| 5.                                                 | "Girl Is a Gun"                                                          | 2:26    |  |
| 6.                                                 | "You Asked for This" (escrita por Frangipane, Reznor, Ross, and Kurstin) | 4:26    |  |
| 7.                                                 | "Darling"                                                                | 3:02    |  |
| 8.                                                 | "1121"                                                                   | 2:42    |  |
| 9.                                                 | "Honey"                                                                  | 2:53    |  |
| 10.                                                | "Whispers"                                                               | 3:11    |  |
| 11.                                                | "I Am Not a Woman, I'm a God"                                            | 2:56    |  |
| 12.                                                | "The Lighthouse"                                                         | 4:33    |  |
| 13.                                                | "Ya'aburnee"                                                             | 3:08    |  |
| Duração total:                                     | Duração total:                                                           | 42:52   |  |

| If I Can't Have Love, I Want Power – Edição da Target, edição japonesa e edição da HMV (faixa bônus) |                         |                |         |  |
| N.º                                                                                                  | Título                  | Produtor(es)   | Duração |  |
| 14.                                                                                                  | "People Disappear Here" |                | 4:08    |  |
| Duração total:                                                                                       | Duração total:          | Duração total: | 46:06   |  |

| If I Can't Have Love, I Want Power – Edição da Walmart (faixa bônus) | |                |         |  |
| N.º                                                                  | Título | Produtor(es)   | Duração |  |
| 15.                                                                  | "Nightmare" (reprise; escrita por Frangipane, Benjamin Levin, Elena Kiper, Magnus Høiberg, Ivan Shapovalov, Martin Kierszenbaum, Nathan Perez, Sergio Galoyan, Trevor Horn, e Valerij Polienko) |                | 4:06    |  |
| Duração total:                                                       | Duração total: | Duração total: | 50:12   |  |

## Histórico de lançamento
| Região | Data                 | Formato(s)                                  | Gravadora | Ref.   |
| ------ | -------------------- | ------------------------------------------- | --------- | ------ |
| Várias | 27 de agosto de 2021 | Box set CD download digital streaming vinil | Capitol   | [ 26 ] |